# Tom Nordahl
Tom Arild Nordahl, tidigare Karlsson, född 16 december 1976 i Lerbäcks församling, Örebro län, är en svensk sångare som vann TV4:s talangtävling Sikta mot stjärnorna 1999 där han imiterade Jon Bon Jovi med låten Bed Of Roses. År 2000 tävlade han i Melodifestivalen med Alla änglar sjunger som slutade näst sist. År 2002 tävlade han i Melodifestivalen igen med Blue As Her Angel Eyes som blev utslagen. Släppte 2002 albumet "Tom Nordahl" som bland annat innehöll singlarna "Jorden Snurrar Runt", "Månljus" och "Blue As Her Angel Eyes", plus en duett med Linda Sundblad (ex-Lambretta), "Sommar I Sverige".
Han startade som 16-åring i sitt första rockband "Affection", som sedermera släppte sin första vinylsingel 1992 med namnet Lights out. Tom, som då hette Karlsson, tog senare det norska släktnamnet Nordahl. Han sjöng i bandet och Henrik Eriksson och Gert Granberg (då Carlsson) spelade gitarr, Gerts bror Tim Carlsson spelade trummor och Joakim Johansson spelade bas. De kom på andraplatser i talangtävlingar och gjorde spelningar i egen regi i  Askersundstrakten.  Efter ett par år tröttnade dock Tom och ville pröva något annat. Han startade ett akustiskt tvåmannaband med Gert och hade sporadiska spelningar på födelsedagar m.m.
Därefter återupplivade han Affection i ny regi med Johan Peterson på trummor (ex. "Take a break" tillsammans med basist sångare David från "the Spits") och Sven Larsson på bas, Gert på gitarr och Gunnar på synth. Han var med något år med ytterligare andraplatser på talangtävlingar och därefter en spelning på Godmorgon i TV4. Sedan gick han vidare som solist.
År 2000 dog hans pappa, Rolf Nordahl, och det blev ett par år i vakuum. Under 2003-2009 tillhörde Tom Nordahl ett coverband, N-B-G som spelade på olika tillställningar. Han planerar under 2010 att nylansera sig själv tillsammans med sitt nyformade hårdrocksband Farbror Diesel.

## Diskografi

### Album
- 2002 – Tom Nordahl  (Musikverkstan).[3]

### Singel
- 2000 – Alla änglar sjunger (Musikverkstan).[4]

- 2000 – Jorden snurrar runt (Musikverkstan).[5]

- 2000 – Månljus (Musikverkstan).[6]

- 2002 – Blue As Her Angel Eyes (Musikverkstan).[7]